# Guillenia
Guillenia là chi thực vật có hoa trong họ Cải.